# ピエール・ジョゼフ・カンボン

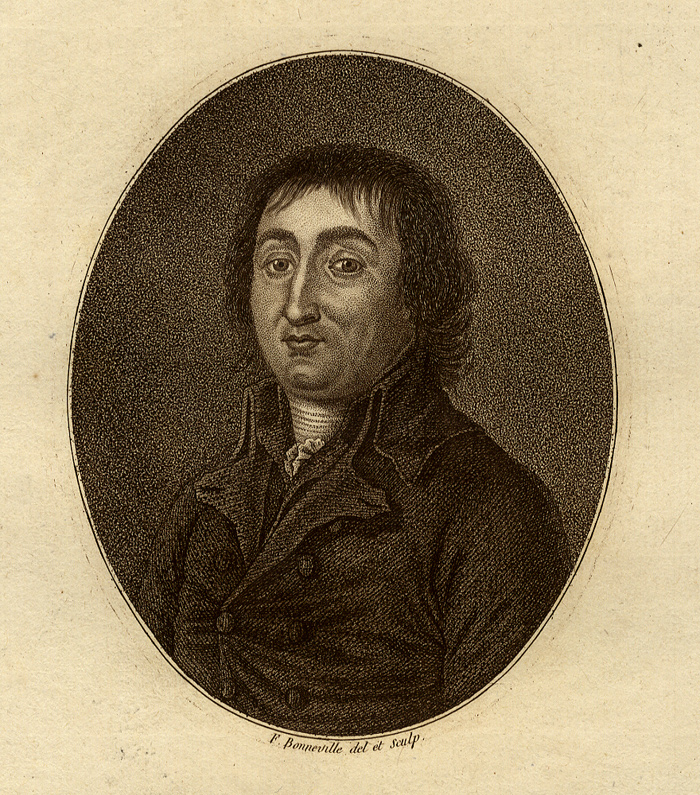
ピエール・ジョゼフ・カンボン

ピエール・ジョゼフ・カンボン（仏: Pierre Joseph Cambon, 1756年6月10日 - 1820年2月15日）は、フランス革命で活躍したプレーヌ派（平原派）あるいは山岳派の政治家である。立法議会議員および国民公会議員。
革命初期から財政問題を担当し、財政委員会の主要メンバーで専断的であったことから「財政のロベスピエール」と渾名されたが、政局ではしばしばロベスピエールとは激しく対立し、テルミドールのクーデターでその打倒に貢献した。しかし末期国民公会では暴動に連座して失脚して財政委員会を追われた。しばらく潜伏したが、恩赦を受けて許され、引退した。王政復古では国王弑逆者の1人として追放された。